# Cendiuna auauna
Cendiuna auauna là một loài bọ cánh cứng trong họ Cerambycidae.